# Нащокин, Григорий Борисович
Григо́рий Бори́сович Нащо́кин — думный дворянин и дипломат.

## Биография
Представитель дворянского рода Нащокиных. Старший из двух сыновей воеводы нижегородского Бориса Ивановича Нащокина и Прасковьи Ивановны Мансуровой.
В 1625 году Г. Б. Нащокин присутствовал при приёме персидских послов. В 1636 и 1640 годах он оставался на царском дворе вместе с другими стольниками во время отсутствия царя Михаила Фёдоровича в Москве.
В 1646 году Григорий Нащокин переписывал:
1) посадские дворы города Болхова и поместные и вотчинные селения и деревни в Нугорском, Однолуцком и Годыревском станах
2) посадские дворы города Белёва и села и деревни в Погорельском, Благовещенском, Вырском (Сныховском), Руцком, Мокришевском, Бакинском, Лабодинском и Дураковском станах.
В 1654 года во время смоленского похода русской армии под предводительством царя Алексея Михайловича Григорий Нащокин служил головой у смолян.
В 1658 году упоминается в чине думного дворянина. В 1662 году вместе с Богданом Ивановичем Ордин-Нащокиным возглавлял русское посольство в Данию. На аудиенции у датского короля Фредерика III послы «держали речь по заведенному порядку» затем заявили, что царь Алексей Михайлович дарит ему 5 000 пудов пеньки. Датский монарх остался доволен этим подарком и сообщил им, что пенька ему нужна, и он пришлет за ней в Архангельск корабль.
В 1664 году Григорий Нащокин, получивший титул наместника козельского, вёл переговоры с польским посланником Самуилом Венцславским о безопасном приезде в Смоленск русского и польского посольств для проведения мирных переговоров. В конце июня того же года Г. Б. Нащокин в составе русской делегации участвовал в мирных переговорах с польско-литовской делегаций в Дубровичах.
Его дочь Аграфена Григорьевна Нащокина стала женой стольника, князя Василия Васильевича Тюфякина.